# Hibiscus sabiensis
Hibiscus sabiensis är en malvaväxtart som beskrevs av Arthur Wallis Exell. Hibiscus sabiensis ingår i Hibiskussläktet som ingår i familjen malvaväxter. Inga underarter finns listade i Catalogue of Life.